# Walnut Cove
Walnut Cove is een plaats (town) in de Amerikaanse staat North Carolina, en valt bestuurlijk gezien onder Stokes County.

## Demografie
Bij de volkstelling in 2000 werd het aantal inwoners vastgesteld op 1465.
In 2006 is het aantal inwoners door het United States Census Bureau geschat op 1595, een stijging van 130 (8,9%).

## Geografie
Volgens het United States Census Bureau beslaat de plaats een oppervlakte van
6,2 km², geheel bestaande uit land. Walnut Cove ligt op ongeveer 309 m boven zeeniveau.

## Plaatsen in de nabije omgeving
De onderstaande figuur toont nabijgelegen plaatsen in een straal van 20 km rond Walnut Cove.